# Homalopsis
Homalopsis es un género de serpientes de la familia Homalopsidae. Se distribuyen por la región indomalaya.

## Especies
Se reconocen las siguientes:
- Homalopsis buccata (Linnaeus, 1758)
- Homalopsis hardwickii Gray, 1842
- Homalopsis mereljcoxi Murphy, Voris, Murthy, Traub & Cumberbatch, 2012
- Homalopsis nigroventralis Deuve, 1970
- Homalopsis semizonata Blyth, 1855